# Laufeia sasakii
Laufeia sasakii är en spindelart som beskrevs av Ikeda 1998. Laufeia sasakii ingår i släktet Laufeia och familjen hoppspindlar. Inga underarter finns listade i Catalogue of Life.